# Кафедральный храм святой Фотины (Неа-Смирни)
Кафедральный храм Святой Фотины (Святой Фотинии, греч. Μητροπολιτικός Ναός της Αγίας Φωτεινής) — кафедральный храм Ново-Смирнской митрополии Элладской православной церкви, расположенный в районе Неа-Смирни (Новая Смирна) в Афинах, основанном после 1922 года беженцами из Смирны в Анатолии.

## Храм святой Фотинии в Смирне и память о ней
Храм является своего рода мемориалом православной Смирне и памятью о «незабываемых Отечествах» (греч. Αλησμόνητες Πατρίδες), как они именуются в Греции, оставленных в 1923 году. Святая Фотиния, память которой совершается в 5-ю Неделю по Пасхе, была особо почитаема жителями Смирны. Храм святой Фотины в Смирне был гордостью православного населения города. Его колокольня и сверкающий на солнце позолоченный крест на куполе доминировали над прибрежным, греческим, районом города. В храме провёл свою последнюю службу новомученик митрополит Смирнский Хризостом, прежде чем принять свою мученическую смерть. Здесь молились в последний раз тысячи жителей города, прежде чем принять смерть, или, пройдя через свои муки, расстаться с Родиной.
Резня в Смирне была бо́льшей трагедией, нежели падение Константинополя в 1453 году. При всех османских зверствах, Мехмед II не позволил сжечь Константинополь и Храм Святой Софии. Французский историк Эдуар Дрио, в своей книге «La question de l’Orient, 1918—1938» писал, что «малоазийская катастрофа была масштабнее и более ужасной, нежели падения Константинополя в 1453 году». Аналогичную позицию сформулировал французский эллинист Октавий Мерлье. Мустафа Кемаль преследовал другие цели. Огнём, резнёй, изгнанием коренного населения он поставил себе целью выкорчевать всё греческое из Малой Азии, включая греческую историю и характер Смирны. В этих условиях храм святой Фотины не стал исключением и был полностью сожжён, как и весь греческий город.
Выбравшиеся в Грецию, раненные, измученные, голодные, обнищавщие, но по прежнему трудолюбивые, беженцы из Малой Азии стали образовывать свои кварталы, первоначально из бараков. Везде, где обосновывались беженцы из Смирны, они закладывали первый камень своей церкви и, как правило, посвящали ей святой Фотинии. Так в Греции появились храмы святой Фотинии в Патрах, Салониках, Имиттосе, Катерини, Ксанти, Иерапетре, Леросе. Кроме того, было построено и множество часовен, названных в честь святой и в память её храма в Смирне.

## Строительство
Афинском квартале Неа-Смирни (Новая Смирна), созданном беженцами из Смирны, первоначально была построена временная, деревянная, приходская церковь Агиа Фотини. После чего, беженцы Смирны приступили к строительству храма, по проекту архитектора Афанасия Демириса (1887—1965).
Храм, ещё не завершённый полностью, был освящён архиепископом Хрисанфом 27 октября 1940 года. На следующее утро, 28 октября, началась греко-итальянская война.
Резной иконостас, трон, митрополита и амвон храма имеют свою, отдельную историю. Церковь Святого Иоанна находилась в верхнем (турецком) квартале Смирны. В силу этого, во время Смирнской резни, церковь получила разрушения, утварь была разграблена, но церковь не была сожжена. Получив эту информацию от греческой церкви и организаций беженцев, перед своей смертью Элефтериос Венизелос обратился к турецкому правительству разрешить вывезти иконостас, трон, и амвон. Учитывая тот факт, что в это время обе страны номинально были союзниками (Балканская Антанта), его просьба была удовлетворена. Однако по причине турецких проволочек, а затем тройной, германо-итало-болгарской, оккупации Греции годы Второй мировой войны, доставка иконостаса в Грецию была выполнена только после её освобождения, 18 октября 1944 года. Транспортные расходы оплатил беженец И. Кокконис. Иконостас церкви святого Иоанна является прекрасным образцом резных малоазийских иконостасов. Он похож на сожжённый иконостас храма святой Фотини. Есть предположения, что это работа одного и того же греческого мастера 19-го века, который сочетал греческую традицию с барокко. Когда иконостас был собран в новой церкви святой Фотинии, греческий искусствовед Анастасиос Орландос счёл результат неудовлетворительным. Пожертвованиями было собрано 10 тыс. долларов и иконостас был собран повторно.

## Кафедральный храм
В 1974, после того как была создана отдельная Ново-Смирнская митрополия, Агиа Фотини стал кафедральным храмом. В 1996 году, по имеющимися фотографиям, рисункам и эскизам, была построена 33 метровая, как и смирненская колокольня, копия колокольни Агии Фотини Смирны. Расходы на её строительство оплатил «Фонд Онассиса», основатель которого, Аристотель Онассис, также был выходцем из Смирны. Храм празднует в день почитания памяти Агии Фотини, являющейся также покровительницей Новой Смирны, 26 февраля, но отмечает также память покровителя Смирны Св. Поликарпа 23 февраля, а также память святого Хризостома Смирнского и вместе с ним святых архиереев Григория Кидонийского, Амвросия Мосхонисийскогоо, Прокопия Иконийского, Евфимия Зилоского, а также священников и мирян, погубленных во время Малоазийской Катастрофы, каждое воскресение перед Воздвижением Креста Господня.